# مفارقة الخيال

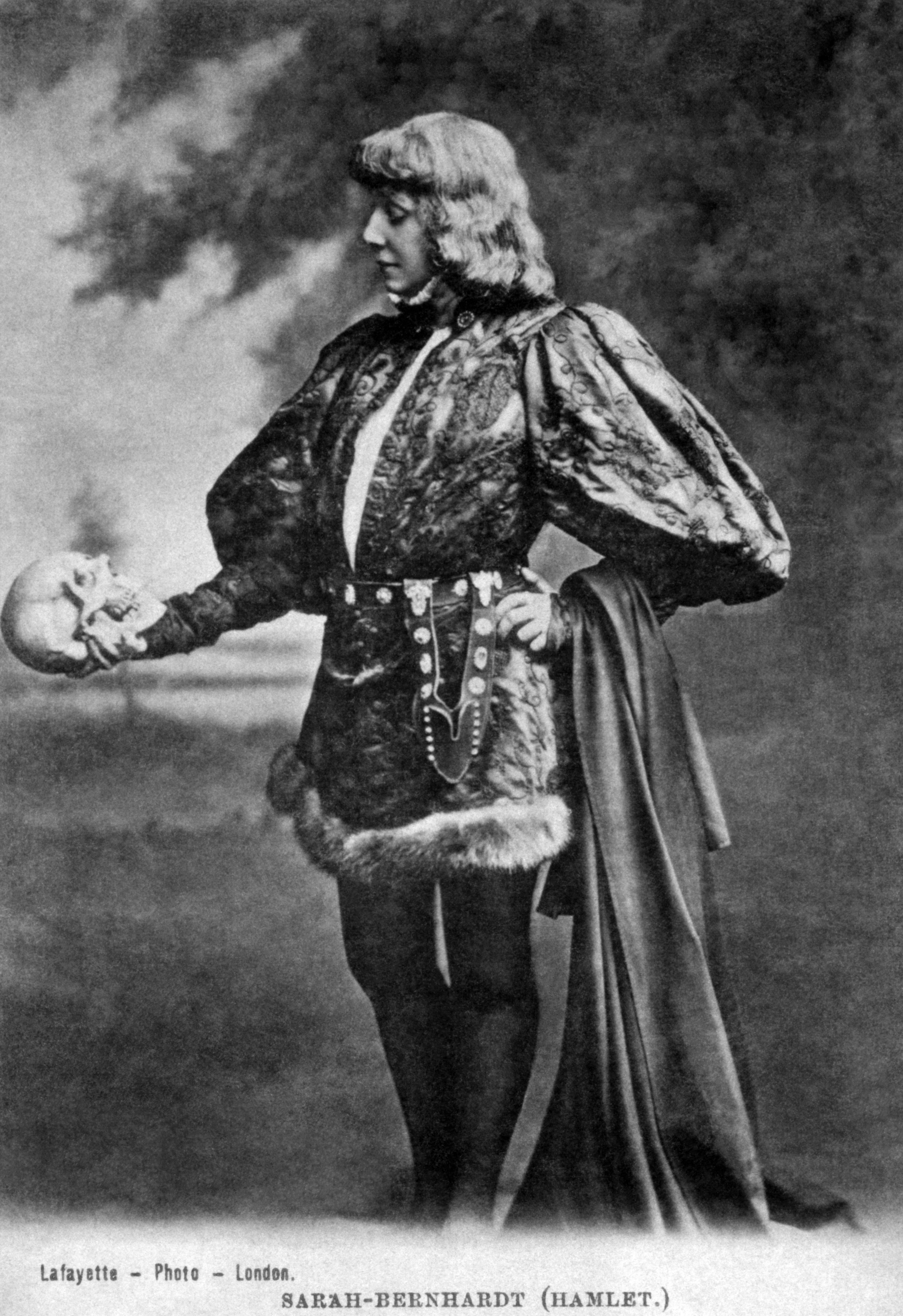
تتساءل مفارقة الخيال لماذا يشعر الناس بمشاعر قوية عندما يشاهدون، على سبيل المثال، الأمير هاملت على خشبة المسرح، بينما يعرفون في نفس الوقت أن هاملت ليس شخصًا حقيقيًا وأنه مجرد ممثل.

مفارقة الخيال أو مفارقة الاستجابة العاطفية للخيال، هي معضلة فلسفية تتساءل عن كيفية قدرة الناس على تجربة مشاعر قوية تجاه الأشياء الخيالية. السؤال الأساسي المطروح هو التالي: كيف يتأثر الناس بأشياء غير موجودة؟ تستند المفارقة إلى مجموعة من ثلاث مقدمات تبدو صحيحة للوهلة الأولى، ولكن عند الفحص الدقيق تنتج تناقضًا. على الرغم من أن التجربة العاطفية للأشياء الخيالية بشكل عام قد نوقشت في الفلسفة منذ أفلاطون،  فقد اقترح كولين رادفورد ومايكل ويستون هذه المفارقة لأول مرة في ورقتهما البحثية عام 1975 بعنوان "كيف يمكن أن نتأثر بمصير آنا كارنينا؟".  منذ ورقة رادفورد وويستون الأصلية، واصلا هما وآخرون المناقشة من خلال إعطاء المشكلة صيغًا وحلولًا مختلفة قليلاً. 

## المفارقة
المفارقة الأساسية هي كما يلي: 
1. لدى الناس استجابات عاطفية للشخصيات والأشياء والأحداث وما إلى ذلك والتي يعرفون أنها خيالية.
2. لكي يتأثر الناس عاطفياً، يجب عليهم أن يؤمنوا بأن هذه الشخصيات، أو الأشياء، أو الأحداث، موجودة حقاً.
3. لا يعتقد أي شخص يعتبر الشخصيات أو الأحداث خيالية وفي نفس الوقت أنها حقيقية.

المفارقة هي أن المقدمات الثلاث تبدو صحيحة عندما نأخذها كل على حدة، ولكن لا يمكن أن تكون كلها صحيحة في نفس الوقت. إذا تم اعتبار أي نقطتين (مثل 1 و 3) صحيحتين، فإن النقطة الثالثة (مثل 2) إما أن تكون خاطئة أو تنتج تناقضًا.

## أصل
في عام 1975، نشر الفيلسوفان كولين رادفورد ومايكل ويستون ورقتهما البحثية "كيف يمكن أن نتأثر بمصير آنا كارنينا؟"  وفيها، يناقش رادفورد وويستون فكرة الاستجابات العاطفية للخيال، مستوحين من الشخصية الرئيسية في رواية ليو تولستوي آنا كارنينا.  إن استفسارهم الرئيسي هو كيف يمكن للناس أن يتأثروا بأشياء غير موجودة. وخلصوا، في بحثهم، إلى أن الاستجابات العاطفية للناس تجاه الخيال غير عقلانية.  في عام 1978، نشر الفيلسوف الأمريكي كيندال والتون مقالة بعنوان "الخوف من الخيال"، والتي تناول فيها مفارقة رادفورد وويستون.  كانت هذه الورقة بمثابة الدافع لنظرية التخيل التي وضعها والتون، وهي فكرته الأكثر شهرة في الفلسفة. وقد استمرت المحادثة التي بدأها رادفورد وويستون ووالتون حول موضوع الاستجابات العاطفية للخيال وتطورت حتى يومنا هذا.

## التطورات
لقد تطور النقاش حول مفارقة الخيال بشكل كبير منذ أن قدمها رادفورد ووالتون. عندما صيغت المفارقة لأول مرة، كانت النظرية المعرفية للعواطف قوة مهيمنة في الفكر الفلسفي.  بالنسبة للمعرفيين، تتضمن العواطف الأحكام أو المعتقدات. على سبيل المثال، فإن غضب الشخص تجاه شخص ما ينطوي على حكم أو اعتقاد بأن هذا الشخص قد ارتكب خطأً.  وبالمثل، تتضمن المقدمة الثانية الحكم على أن الشخصيات الخيالية موجودة بالفعل.  لذلك، بالنسبة للإدراكيين، تبدو المقدمة 2 صحيحة تمامًا مثل المقدمات الأخرى وبالتالي توجد مفارقة حقيقية، والتي يتم حلها برفض المقدمة 1. 
ومع ذلك، في الوقت الحاضر، لم تعد الإدراكية مؤثرة كما هي الآن، وقليل من الناس يقبلون المقدمة الثانية.  ويرجع هذا جزئيًا إلى الطبيعة القوية للفرضية الناتجة عن عبارة "موجود حقًا".  يتأثر الناس عاطفياً بالأشياء والأشخاص من الماضي وكذلك المستقبل الافتراضي، بما في ذلك الأشياء التي لم تحدث وقد لا تحدث أبدًا.  ويبدو أيضًا أن الناس قادرون على التأثر بالمشاعر غير العقلانية الناجمة عن الرهاب.  وهذا يدحض عبارة "موجود حقًا".  بدلاً من الأفكار المعرفية، يدافع الأكاديميون عن نظريات أخرى مثل نظريات التقييم والإدراك والشعور.  في هذه النظريات، لا تتضمن المشاعر أحكامًا أو معتقدات وبالتالي فإن المقدمة الثانية ليست صحيحة للوهلة الأولى، مما يلغي مفارقة الخيال تمامًا. 
بعض الأكاديميين الذين يقترحون حلولاً للمفارقة تتضمن إنكار المقدمة 1 أو 3 ينكرون المقدمة 2 أيضًا.  على سبيل المثال، على الرغم من أن والتون يجادل لصالح رفض المقدمة الأولى لأن القارئ لا يشعر بالشفقة على شخصية آنا حرفيًا، فإنه يشكك أيضًا في صدق المقدمة الثانية بسبب حالات العاطفة غير العقلانية. 
وعلى الرغم من الرفض الشعبي للمقدمة الثانية، إلا أن الأكاديميين ما زالوا مهتمين بالمفارقة ويفكرون بجدية في حلول أخرى.  يزعم روبرت ستيكر أن دراسة المفارقة مهمة لفهم الاستجابات العاطفية للناس تجاه الخيال. 
تشمل مجالات البحث المستقبلية مفارقة الخيال في ألعاب الفيديو.  تتضمن الأسئلة المهمة ما يلي: كيف تتحدى هذه الفكرة الحقيقة البديهية التي تقول إنه لا يمكن التفاعل مع الشخصيات الخيالية؟ هل تختلف الاستجابات العاطفية لشخصيات ألعاب الفيديو عن الاستجابات العاطفية لشخصيات الخيال التقليدية؟

## الاستجابات والحلول المقترحة
يمكن تقسيم الحلول المقترحة المختلفة للمفارقة إلى ثلاث مجموعات أساسية:  

### نظرية التظاهر
أولاً، هناك نظريات التظاهر أو المحاكاة، التي اقترحها كيندال والتون في ورقته البحثية "الخوف من الخيال" (1978) والتي تم البناء عليها في أعمال لاحقة.
تنكر نظرية التظاهر المقدمة الأولى، وهي أن الناس لديهم استجابات عاطفية للأشياء الخيالية.  تزعم النظرية أن الناس لا يختبرون مشاعر حقيقية مع الخيال، بل شيئًا أقل كثافة.  يشعر الناس بمشاعر شبه حقيقية يتخيلونها على أنها مشاعر حقيقية.  على سبيل المثال، عند مشاهدة فيلم رعب حيث يقوم الوحش بالهجوم على المشاهد (نحو الكاميرا)، قد يشعر المشاهد بالذعر ولكنه لا يخاف حقًا على حياته. 
تفترض وجهة نظر والتون أن الشخص الذي يشعر بمشاعر حقيقية تجاه "كيان" يجب أن يعتقد أن هذا الكيان موجود وله سمات تجعل هذه المشاعر مبررة.  على سبيل المثال، إذا كان المرء يريد أن يُظهر خوفًا حقيقيًا تجاه كيان ما، فيجب عليه أن يعتقد أن هذا الكيان موجود وله سمات مثل كونه خطيرًا، مما يبرر مشاعر الخوف.  ومع ذلك، بما أن الأشخاص الذين يستهلكون الخيال عادة لا يؤمنون بالوجود الحقيقي للأشياء أو الأحداث الخيالية، فلا يمكن للمرء أن يشعر بمشاعر حقيقية. 

### نظرية الفكر
ثانياً، هناك نظريات الفكر، على سبيل المثال من بيتر لامارك، ونويل كارول، وروبرت جيه يانال.
تنكر نظريات الفكر المقدمة الثانية وتزعم أن الناس يمكن أن يكون لديهم مشاعر حقيقية تجاه الأشياء حتى لو لم يعتقدوا بوجودها. 

### نظرية الوهم
ثالثا، هناك النظريات الوهمية أو الواقعية، مثلا عند آلان باسكو.
تنكر نظريات الوهم المقدمة الثالثة وتزعم أن الشخصيات الخيالية حقيقية إلى حد ما. ويشيرون إلى أن صامويل تايلور كولريدج كان على حق عندما قال إن الخيال ينطوي على "تعليق طوعي لعدم التصديق"، أي الإيمان بالخيال أثناء الانخراط فيه.

## التحقيقات العلمية
وقد تم التحقيق في مفارقة الخيال أيضًا في إطار علم الأعصاب العاطفي. أشارت العديد من الدراسات إلى انخفاض الاستجابة العاطفية للمحفزات العاطفية التي يُعتقد أنها خيالية (على سبيل المثال، التي تتضمن ممثلين وبهلوانيين، أو مكياج أفلام أو صور متحركة حاسوبية)، مما يشير إلى تعديل كمي، وليس نوعي، للعاطفة من خلال الخيال.   في أطروحته للدكتوراه، ينكر دومينيك ماكوفسكي المقدمات الثلاث للمفارقة ويقترح إعادة صياغة القضية في سياق تنظيم المشاعر، كآلية تنظيمية يشار إليها بإعادة التقييم الخيالي. 